# Земцов, Николай Георгиевич
Николай Георгиевич Земцов (родился 6 ноября 1967 года, город Москва, РСФСР, СССР) — российский общественный деятель, депутат Государственной Думы Федерального Собрания Российской Федерации VII созыва с 2016 года, член фракции «Единая Россия», член комитета Госдумы по развитию гражданского общества, вопросам общественных и религиозных объединений.

## Биография
В 1998 году, в возрасте 31 года, получил высшее образование окончив Всероссийский государственный университет кинематографии имени С. А. Герасимова (ВГИК).
С 1985 по 1991 год работал в творческом «Экран» Гостелерадио СССР кинооператором, с 1992 по 1996 год работал в компании Cinema Advert Agency «Pygmalion» в должности режиссёра-оператора, заместителя генерального директора. С 1997 по 1998 год работал в ООО Телекомпания «Климин ТВ» генеральным продюсером. С 1999 по 2005 год работал в PR-агентстве ООО «РВР Коммьюникейшнз» в должности директора по специальным проектам. С 2007 по 2009 год работал в компании «Киноретна» в должности директора. С 2009 по 2012 был индивидуальным предпринимателем, работал режиссёром-оператором, монтажёром, занимался производством документальных фильмов.
С 2012 по 2016 год был депутатом Совета депутатов муниципального округа Хорошево-Мневники в городе Москва, был выдвинут избирательным объединением "Московское городское отделение «КПРФ».
В сентябре 2016 года был выдвинут кандидатом в депутаты Госдумы по спискам партии «Единая Россия», по итогам выборов избран депутатом Госдумы VII созыва.

## Законотворческая деятельность
С 2016 по 2019 год, в течение исполнения полномочий депутата Государственной Думы VII созыва, выступил соавтором 11 законодательных инициатив и поправок к проектам федеральных законов.

## Общественная деятельность
В 2007 году вошёл в состав учредителей общественной организации "Сообщество многодетных семей «Много деток — хорошо!», организация ликвидирована в 2016 году. В 2008 году стал одним из учредителей некоммерческого партнёрства по содействию строительства жилья для многодетных семей «Детстрой», организация ликвидирована в 2017 году.
В мае 2013 года был координатором общественной акции «Бессмертный полк» в Москве. В 2014 году стал одним из трёх учредителей РПОО «Бессмертный полк — Москва», возглавлял организацию с 2014 по 2016 год, с 2016 года организацию возглавляет Земцова Ирина Александровна. В сентябре 2015 года стал одним из учредителей общероссийского гражданско-патриотического общественного движения «Бессмертный полк России».

## Семейное положение
Женат, отец троих детей.